# انرجیکس
انرجیکس (انگلیسی: Energix) شرکت انرژی تجدیدپذیر اسرائیلی است، که در سال ۲۰۰۹ تأسیس شد.